# 細川元常
細川 元常（ほそかわ もとつね）は、戦国時代の武将・守護大名。和泉国上半国守護。細川和泉上守護家8代当主。山城国勝竜寺城主。

## 生涯
文明14年（1482年）、細川元有の嫡男として誕生。明応9年（1500年）に畠山尚順と戦った父が戦死したため、家督と和泉半国守護職（上守護）を継いだ。九条政基の日根荘返付要求の動きに対して下守護の細川政久と共に抵抗していたことが、政基の『政基公旅引付』に記されている。
ところが永正4年（1507年）に管領細川政元が暗殺（永正の錯乱）されると後継者をめぐって管領細川氏（細川京兆家）は分裂してしまう。元常は政元の養子・澄元を擁して足利義澄・細川政賢・畠山尚順と共にもう1人の養子・細川高国と戦うものの敗れて守護職を奪われた。高国は自派の守護を和泉国に送り込むが、元常は澄元ともに淡路国・阿波国に逃れて抵抗を続けた。永正8年（1511年）に義澄・澄元の命を奉じて上洛するが、船岡山合戦で敗北して命からがら阿波に戻った。そのため和泉守護代の松浦氏は、元常に対する独立志向を見せ一時的に高国派に鞍替えしている。
澄元の死後はその嫡男・晴元を支持し、享禄4年（1531年）に高国が戦死すると、晴元から守護職に復帰することを許され、以後は晴元派として行動するようになり、領国内の反対派鎮圧のため度々に下向したとされる。ところが、天文年間の早い段階で元常の嫡男とみられる「五郎晴貞」（五郎は和泉上守護家の後継者の通称）が在国して、元常は京都を拠点とするようになり、この時期に家督と守護職を晴貞に譲っていた可能性がある。ちなみに長男の元春は庶子だったためか嫡子にはならず分家している（地下家の一覧を参照）。
天文12年（1543年）から高国の養子・氏綱が晴元と抗争する。これに対して元常は晴元と共に氏綱と戦ったが、天文18年（1549年）に晴元の重臣・三好長慶が裏切って氏綱に味方したために敗れ（江口の戦い）、結果的には細川氏の所領は長慶によって奪われる形となった。晴貞もこの前後に記録から姿を消しており、生死不明となっている。そして細川一門そのものが没落することになり、元常も長慶に追われた将軍・足利義輝に随行して近江国などへ逃れることになる。
天文23年（1554年）6月16日に死去。享年73。なお、この約1週間前（6月7日）には自身の所有する和泉上守護の屋敷や権利、書状などを永源庵に寄進しており、それを後に熊本藩主細川氏が回収しているため、血筋や家柄的にはほとんど関係がないのにもかかわらず長らく「肥後細川氏＝細川和泉上守護家の後身である」と理解されてきた。
従来、藤孝（三淵晴員の子）を養子として後を継がせたとされてきた。ただし、藤孝が養子になったとされる天文7年（1538年）当時の当主は晴貞であったとみられ、藤孝は元常・晴貞親子とはなんの関係も持たず、将軍・足利義晴の直臣細川晴広の養子であると判明している。
元常の死により、和泉上守護家細川氏による和泉支配は名実ともに終焉を迎えることとなった。

## 系譜
- 父：細川元有（1459-1500）
- 母：不詳
- 室：不詳
  - 長男：細川元春
  - 男子：細川晴貞（?-1550?）
  - 男子：越智某 - 細川晴元猶子、越智家頼養子[3]
- 養子
  - 男子：細川幽斎？（1534-1610） - 三淵晴員の次男